# Komputer Expo
Komputer Expo – międzynarodowe targi branż informatyki i telekomunikacji w Polsce.
Odbywały się w styczniu w Warszawie, były organizowane od 1985 przez Zarząd Targów Warszawskich Biura Reklamy S.A. Z powodu niskiego zainteresowania wystawców i zwiedzających, od 2006 roku targi zostały zawieszone. Wznowione zostały w 2008 r.
Oficjalna tematyka targów obejmuje: komputery i komputery do specjalnego zastosowania (telekomunikacja, maszyny biurowe), podzespoły do produkcji komputerów, informatykę i szkolenie, sieci, automatyzację prac biurowych, urządzenia peryferyjne, oprogramowanie, prasę specjalistyczną, materiały eksploatacyjne, zastosowania przemysłowe.